# Fallopia aubertii
Fallopia aubertii là một loài thực vật có hoa trong họ Rau răm. Loài này được (L.Henry) Holub mô tả khoa học đầu tiên năm 1971.